# Robin Riker
Robin Riker (New York, 2 ottobre 1952) è un'attrice statunitense.

## Carriera
Dopo aver esordito in Tv nel 1976, nel 1980 raggiunge il successo interpretando il film horror cult Alligator nella parte della protagonista Marisa, insieme a Robert Forster. Da lì in poi la sua carriera continua, interpreta ruoli da guest star in decine di telefilm, soap e sitcom. Passa da Professione pericolo (1983, con Lee Majors) a La signora in giallo (1989-1996, con Angela Lansbury) passando per Sabrina, vita da strega, dove interpreta la parte della zia di Sabrina (Melissa Joan Hart), Marigold. 
Interpreta anche film come Passione fatale 2 (1992), Una verità da nascondere (1995) e Brink! Sfida su rotelle nel 1998.
Ha interpretato ruoli da protagonista nella serie Brothers (1984-1987), nella parte di Kelly Hall, Il tempo della nostra vita (2000) nella parte di Maureen, e più recentemente in Beautiful (2008-2010) nella parte di Beth Logan.

## Filmografia parziale

### Cinema
- Alligator, regia di Lewis Teague (1980)
- Un giorno da dimenticare (Without Her Consent), regia di Sandor Stern (1990)
- Passione fatale 2 (Body Chemistry II: Voice of a Stranger), regia di Adam Simon (1992)
- Stepmonster, regia di Jeremy Stanford (1993)
- A Reason to Believe, regia di Douglas Tirola (1995)
- Brink! Sfida su rotelle (Brink!), regia di Greg Beeman (1998)
- Una verità da nascondere (Dead Badge), regia di Douglas Barr (1999)
- Scrittrice per caso (Read It and Weep), regia di Paul Hoen (2006)
- Spiritual Warriors, regia di David Raynr (2007)
- Save the Date, regia di Michael Mohan (2012)
- Divorzio d'amore (Divorce Invitation), regia di S.V. Krishna Reddy (2012)
- Pazzie d'amore (Killer in a Red Dress), regia di Lisa France (2018)
- Le bugie scorrono nel sangue (Psycho Granny), regia di Rebekah Mckendry (2019)

### Televisione
- La squadriglia delle pecore nere (Baa Baa Black Sheep) – serie TV (1976)
- Fantasilandia (Fantasy Island) – serie TV (1979)
- Agenzia Rockford (The Rockford Files) – serie TV (1979)
- A-Team (The A-Team) – serie TV (1983)
- Professione pericolo (The Fall Guy) – serie TV (1983)
- Brothers – serie TV, 80 episodi (1984-1987)
- Autostop per il cielo (Highway to Heaven) – serie TV (1985-1989)
- La signora in giallo (Murder, She Wrote) – serie TV, episodi 6x06-12x24 (1989-1996)
- Un detective in corsia (Diagnosis: Murder) – serie TV (1994)
- Sabrina, vita da strega (Sabrina, the Teenage Witch) – serie TV (1996)
- Buffy l'ammazzavampiri (Buffy the Vampire Slayer) – serie TV (1997)
- Tesoro, mi si sono ristretti i ragazzi (Honey, I Shrunk the Kids: The TV Show) – serie TV (1999)
- Non guardare sotto il letto (Don't Look Under the Bed), regia di Kenneth Johnson – film TV (1999)
- Il tempo della nostra vita (Days of Our Lives) – soap opera, 10 puntate (2000)
- Malcolm – serie TV (2001)
- Six Feet Under – serie TV (2001)
- In tribunale con Lynn (Family Law) – serie TV (2001)
- Le cose che amo di te (What I Like About You) – serie TV (2002)
- Cold Case - Delitti irrisolti (Cold Case) – serie TV (2004)
- Squadra Med - Il coraggio delle donne (Strong Medicine) – serie TV (2004)
- NCIS - Unità anticrimine (NCIS) – serie TV, episodio 2x11 (2005)
- Boston Legal – serie TV (2006)
- Scrittrice per caso (Read It and Weep), regia di Paul Hoen – film TV (2006)
- The Closer – serie TV (2006)
- Big Love – serie TV (2007)
- Beautiful (The Bold and the Beautiful) – soap opera, 47 puntate (2008-2010)
- The Glades – serie TV (2010)
- Bones – serie TV (2010)
- Svetlana – serie TV (2011)
- Hung - Ragazzo squillo (Hung) – serie TV (2011)

## Doppiatrici italiane
Nelle versioni in italiano delle opere in cui ha recitato, Robin Riker è stata doppiata da:
- Alessandra Korompay ne La signora in giallo (ep. 12x24), The Closer, The Glades (ep. 4x13)
- Lorenza Biella in Cold Case - Delitti irrisolti, Beautiful
- Valeria Perilli ne La signora in giallo (ep. 6x06)
- Micaela Esdra in Passione fatale 2
- Rossella Acerbo in Malcolm
- Cristina Boraschi in The Glades (ep. 1x02, 1x04)
- Mirta Pepe in Pazzie d'amore